# Francesco Beccuti
Francesco Beccuti detto il Coppetta (Perugia, 6 aprile 1509 – Perugia, 19 agosto 1553) è stato un poeta italiano.

## Biografia
Nato nel capoluogo umbro da nobile famiglia, partecipò alla politica della sua città, ricoprendo cariche pubbliche. La sua vita fu quella, priva di eventi di rilievo, del letterato di provincia, vissuta in gran parte fra le mura della città natale, dove tra l'altro morì e fu sepolto presso la chiesa di San Francesco al Prato.
L'interesse della sua produzione poetica, che non si discosta dai moduli petrarchisti o al più berneschi dell'epoca, non risiede tanto nella pur pregevole qualità formale, quanto in quella dei contenuti. Coppetta approfittò infatti dell'enorme tolleranza verso l'omosessualità esistente in Italia poco prima dell'inizio della Controriforma, per discutere dei propri amori omosessuali con una schiettezza che pochi decenni dopo sarebbe divenuta impensabile: basterà dire che fra le sue poesie si annoverano due lunghe composizioni sui "pro" e "contro" della sodomia omosessuale.
Così, ad esempio, la composizione edita col titolo non originale "Contro la pederastia" (1547-1553) è indirizzata a Francesco Colombi  detto "il Platone" (1515-1553), che insegnava all'università di Perugia, per convincerlo ad abbandonare i rapporti sessuali con uomini (ma senza gran convinzione, a giudicare dai due versi conclusivi: "e 'l mio dir è narrar favole al sordo / e mi butto l'inchiostro e questo foglio").
La composizione edita col titolo "In lode della pederastia" si rivolge invece a un messer Bino (uomo d'arme che Chiòrboli, identifica col capitano Baldino Baldineschi): Beccuti intende far "rinsavire" da un amore che, contro la sua "natura", lo lega a una donna. Per convincerlo descrive quanto valgano le bellezze dei ragazzi perugini: Boncambio, Crispoltino, Contino, Valeriano, Turno, Alcide, e quel Francesco Bigazzini di cui Beccuti stesso è innamorato. Pensando a loro, ammonisce Beccuti, non bisogna deporre le armi in questo campo, come ha fatto il capitano Scala Villani.
Due sonetti indirizzati al Baldineschi lo ammoniscono poi a non innamorarsi troppo di un Pietro, bello ma dal cuore duro come diamante; un sonetto burlesco prende anche in giro un Bernardo Giusti per la sua smisurata gentilezza (che nel gergo burlesco dell'epoca significa "preferenza per la sodomia passiva").
Comunque, benché tre sonetti del 1553 circa lodino le virtù e la bellezza di un Berardino Alfani (forse colui che insegnò diritto dal 1530 al 1560), la massima parte delle poesie omosessuali del Beccuti è dedicata all'amore per Francesco Bigazzini (cantato col nome di "Alessi"), che durò dal 1547 al 1553. È notevole il fatto che, in un'epoca in cui era socialmente sottinteso che l'amore omosessuale fosse pederastico, Beccuti si sia invece innamorato d'un giovane adulto, di cui in uno dei sonetti ne festeggia il ventitreesimo compleanno.
L'estremo interesse di questo canzoniere petrarchista è dato dal fatto che Beccuti volle riassumerne tutte le fasi: dall'inizio, alle ripulse (Bigazzini è eterosessuale e non gradisce le dichiarazioni di "casto" amore del Coppetta) alle rivalità con altri omosessuali (Agnolo Felice Mansueti, Pellino Pellini e Fabio Stratta), alla fine; il tutto vissuto, si direbbe, in modo esplicito (nonostante Beccuti fosse sposato).
In conclusione, il canzoniere del Coppetta è un documento sociale, umano e perfino antropologico, oltre che letterario, praticamente unico nel suo genere, in quanto rappresenta una parte importante della storia dell'omosessualità.
Postume, infine, furono pubblicate le sue Rime.